# Eurema albula
Eurema albula is een vlindersoort uit de familie van de Pieridae (witjes), onderfamilie Coliadinae.
Eurema albula werd in 1775 beschreven door Cramer.